# Мёртвая цель
«Мертвец на мушке» (англ. Deam Aim) — кинофильм.

## Сюжет
Теглайн фильма: «Полицейский на грани справедливости и мести»

## В ролях
- Эд Маринаро — Малкольм Дуглас
- Даррел Ларсон — Марк Кейн
- Кассандра Гава — Амбер
- Исаак Хэйес — Джамал
- Джон Хэнкок — Толбот
- Уильям Сэндерсон — Бреннан
- Корбин Бернсен — Вебстер
- Уильям Уиндом — МакВортер
- Гарри Гоз — Андросов
- Терри Бивер — Агент Джонсон
- Линн Уитфилд — Шелли Фриман
- Сэнди Браннон — Мисти